# Мокін Борис Іванович
Борис Іванович Мокін (*3 січня 1943, Старі Бабани) — в минулому ректор Вінницького національного технічного університету, академік Академії педагогічних наук України, доктор технічних наук, професор, заслужений діяч науки і техніки України (1995). Народний депутат України 1-го скликання.

## Біографія
Народився 3 січня 1943 року в селі Старі Бабани Уманського району Черкаської області. В шкільні роки проживав у селі Нестерівка Маньківського району цієї ж області, куди після закінчення Уманського педагогічного училища була розподілена на роботу учителькою його мати, і де у 1957 році він закінчив семирічну школу.
Після закінчення середньої школи зі срібною медаллю він пішов працювати електриком на цукровий завод у місті Жашкові Черкаської області. В грудні того ж року, попрацювавши декілька місяців на цукровому заводі, по закінченню сезону цукроваріння за комсомольською путівкою Борис Мокін поїхав на новобудови Кривого Рогу. Протягом 1960—1961 рр. він працював бетонярем, монтажником-верхолазом, електрозварником — будував другу чергу Південного гірничо-збагачувального комбінату, аглофабрику Новокриворізького гірничо-збагачувального комбінату, прокатний цех «Блюмінг-2» заводу «Криворіжсталь».
Після вступу у 1961 році на електротехнічний факультет Криворізького гірничорудного інституту для навчання на стаціонарі, у зв'язку з відсутністю дворічного трудового стажу, перші півтора року Борис Мокін навчався за вечірньою системою, суміщаючи навчання з роботою електрослюсарем в електроремонтному цеху заводу «Криворіжсталь». Повернувшись у 1962 році на стаціонар, уже через рік Борис Мокін став Ленінським стипендіатом і активним учасником наукових досліджень на кафедрі основ електротехніки Криворізького гірничорудного інституту.
Після дострокового (на півроку) закінчення у 1966 році Криворізького гірничорудного інституту і отримання диплому з відзнакою за спеціальністю «Електропривод і автоматизація промислових установок» був залишений в інституті для наукової роботи на кафедрі основ електротехніки. Першу половину 1967 року працював математиком-програмістом ЕОМ кафедри основ електротехніки Криворізького гірничорудного інституту. Потім ще рік — асистентом на тій же кафедрі.
У 1968 році поступив в очну аспірантуру при цій же кафедрі за спеціальністю «Автоматизація технологічних процесів». Під час навчання в аспірантурі у 1968—1971 рр. Борис Мокін займався автоматизацією об'єктів гірничо-збагачувального комплексу і металургійного виробництва. Після закінчення аспірантури у 1971 році за розподілом був направлений у Вінницький філіал Київського політехнічного інституту, на базі якого у 1974 році було створено Вінницький політехнічний інститут. У цьому інституті Борис Мокін пройшов шлях від асистента до професора, від завідувача кафедри до ректора.
У 1971 році Борис Мокін у спеціалізованій раді Київського політехнічного інституту захистив кандидатську дисертацію за спеціальністю «Автоматичне управління та регулювання», у 1974 році отримав вчене звання доцента. У 1979 році Борис Мокін був обраний завідувачем кафедри електричних систем та мереж Вінницького політехнічного інституту. У 1984 році, будучи завідувачем кафедри електричних систем та мереж, у спеціалізованій раді Київського політехнічного інституту Борис Мокін захистив докторську дисертацію на стику двох наукових спеціальностей — «Технічна кібернетика і теорія інформації» і «Автоматичне управління та регулювання (в електроенергетиці)».
У 1985 році Борис Мокін був призначений проректором з навчально-методичної роботи Вінницького політехнічного інституту, а у 1987 році — отримав вчене звання професора і запрошений на роботу в Мінвуз УРСР, де протягом більше двох років керував навчально-методичним кабінетом з вищої освіти. У 1989 році Борис Мокін взяв участь у перших виборах ректора Вінницького політехнічного інституту і здобув перемогу — за нього проголосували дві третини членів Конференції трудового колективу. Під його керівництвом у 1994 році Вінницький політехнічний інститут було реорганізовано у Вінницький державний технічний університет, який у 2003 році отримав статус національного. У цьому ж році Конференцією трудового колективу Бориса Мокіна обрано на посаду ректора Вінницького національного технічного університету на термін до 2010 року.
У 1990 році Бориса Мокіна було обрано народним депутатом України по мажоритарному виборчому округу № 11, який охоплював виборців Ленінського району міста Вінниці. Тож у період з 1990 по 1994 рік Борис Мокін суміщав виконання обов'язків ректора Вінницького політехнічного інституту з виконанням обов'язків народного депутата спочатку Верховної Ради УРСР 12-го скликання, а після 1991 року — Верховної Ради України 1-го скликання. Останній рік депутатської каденції виконував обов'язки голови підкомісії з вищої освіти парламентської Комісії з питань народної освіти і науки.
Борис Мокін є членом Національної спілки журналістів України з 2001 року, з 2002 року — членом президії її Вінницького відділення.

## Наукова діяльність
Борис Мокін є одноосібним автором або співавтором більше 60 винаходів та понад 350 наукових праць, опублікованих в наукових виданнях України, Росії, Литви, Естонії, Білорусі, Польщі, Бельгії, Італії, Австрії, Хорватії, Фінляндії.
Він є також  співавтором і науковим редактором таких монографій, як:
- «Математичні моделі детермінізації процесів в системах електропостачання» (2005);
- «Математичне та комп'ютерне моделювання процесів оптимізації центрування електричних мереж» (2005);
- «Математичні моделі та системи технічної діагностики основних електротехнічних систем міських трамваїв» (2005);
- «Математичні моделі та методи комп'ютерного моделювання процесу екстрагування цукру в похилому дифузійному апараті» (2004);
- «Soft Computing: идентификация закономерностей нечеткими базами знаний» (2002);
- «Стратегія пошуку оптимального співвідношення лабораторного практикуму та наукових досліджень в навчальному процесі інженерних спеціальностей» (2002);
- «Математичні моделі та програми для оцінювання якості річкових вод» (2000);
- «Моделі та системи технічної діагностики високовольтних вимикачів» (1999);
- «Математичні моделі робастної стійкості та чутливості нелінійних систем» (1999);
- «Математические модели и информационно-измерительные системы для технической диагностики» (1997);
- «Математические модели контроля и управления в энергетике» (1990) — ця монографія опублікована також одночасно у Польщі польською мовою;
- «Автоматические регуляторы в электрических сетях» (1985).

Борис Іванович є головним редактором таких періодичних наукових видань як «Вісник Вінницького політехнічного інституту» та «Наукові праці Вінницького національного технічного університету». Він входить до складу редколегій таких періодичних наукових видань як «Оптико-електронні інформаційно-енергетичні технології» та «Інформаційні технології і комп'ютерна інженерія». Усі ці видання входять до переліку видань, публікації в яких зараховуються Вищою атестаційною комісією України при захисті кандидатських та докторських дисертацій.
З 1992 року Борис Мокін є академіком Академії педагогічних наук України, з 2002 року — членом її президії. Він є також академіком таких громадських академій, як Академія гірничих наук України (Кривий Ріг), Академія інженерних наук України (Київ) та Міжнародна академія наук вищої школи (Москва).

## Нагороди і відзнаки
- третя премія Міносвіти за найкращу наукову роботу року (1987), перша премія за найкращу науково-методичну роботу (1991);
- 2 золоті медалі міжнародних виставок винаходів (IFIA, 1994, 1997);
- почесне звання «Заслужений діяч науки і техніки України (11.1995)»;
- почесне звання «Людина досягнень» (Кембриджський біографічний інститут, 1995);
- лауреат конкурсу «Людина року — 2000» в номінації «Наука» (Вінниця);
- орден «За заслуги» ІІІ ст. (11.2000);
- медаль «К. Д. Ушинський» (05.2006, Академія педагогічний наук України);
- нагороджений медаллю "Володимир Мономах (2008)[2];
- відзнака Верховної Ради України «30 років Акту проголошення незалежності України» (2021).